# Beanie Sigel
Dwight Grant (geboren op 6 maart 1974), beter bekend als Beanie Sigel, is een Amerikaanse rapper uit Philadelphia, Pennsylvania. Hij is een voormalig artiest van Dame Dash Music Group en Roc-A-Fella Records, waar hij een nauwe samenwerking had met rappers Jay-Z, Jadakiss, Memphis Bleek en andere voormalige en huidige artiesten van het Roc-A-Fella label.

## Ruzie Roc-A-Fella
Zijn artiestennaam is afkomstig van een straat in Zuid-Philadelphia. Hij heeft meer dan twee miljoen albums wereldwijd verkocht. Nadat hij in 2007 zijn laatste album bij het Roc-A-Fella label had uitgegeven, stapte hij met ruzie op.

## Geruchten over stop
Op een album van Travis Barker was te horen dat Beanie Sigel zijn excuses aanbood aan Jay-Z en dat hij zou stoppen met zijn carrière. In een interview met DJ Green Latern zei Beanie Sigel dat hij helemaal zijn excuses niet had aangeboden aan Jay-Z en dat de opnames vals waren. Ook zei hij dat hij een nieuw contract had getekend bij het G-Unit Records van 50 Cent en dat hij dus nog gewoon muziek zou blijven maken. 50 Cent bevestigde dit.

## Discografie
- 1999: The Truth (Genomineerd voor een Grammy)
- 2001: The Reason
- 2005: The B. Coming
- 2006: Public Enemy Mixtape #1
- 2007: The Solution
- 2009: The Broad Street Bully
- 2012: This Time

- Biblioteca Nacional de España: XX1785834
- Bibliothèque nationale de France: cb14227220b (data)
- Gemeinsame Normdatei: 135226988
- International Standard Name Identifier: 0000 0000 7699 4671
- Library of Congress Control Number: no2002057717
- MusicBrainz: b544133a-b262-451e-84b6-7bea2e61ce60
- Système universitaire de documentation: 087451964
- Virtual International Authority File: 19882020
- WorldCat: E39PBJhxm9mMPjvffwXwgXXfMP